# Communauté Bray-Eawy
La communauté Bray-Eawy est une communauté de communes française, créée le 1er janvier 2017 et située dans le département de la Seine-Maritime en région Normandie.

## Historique
Dans le cadre des dispositions de la loi portant nouvelle organisation territoriale de la République (Loi NOTRe) du 7 août 2015, qui prévoit que les établissements publics de coopération intercommunale (EPCI) à fiscalité propre doivent avoir un minimum de 15 000 habitants, la communauté de communes est créée par un arrêté préfectoral du 25 novembre 2016 au 1er janvier 2017,  par fusion de deux communautés de communes : la communauté de communes du Pays Neufchâtelois et la communauté de communes de Saint-Saëns-Porte de Bray, étendue à huit communes issues de la communauté de communes du Bosc d'Eawy (Bellencombre, Ardouval, La Crique, Les Grandes-Ventes, Mesnil-Follemprise, Pommeréval, Rosay et Saint-Hellier).
Le démarrage de la communauté fait l'objet de tensions entre certaines communes, et trois maires contestent les conditions de l'élection des délégués de la communauté au pôle d’équilibre territorial et rural (PETR) du pays de Bray.

## Territoire communautaire

### Géographie
Le territoire de l'intercommunalité est classé zone de revitalisation rurale, ce qui permet aux entreprises qui s'y installent de bénéficier d'avantages fiscaux.
L'installation du très haut débit dans l'ensemble du territoire de l'ex-pays Neufchâtelois est prévue en 2019, et le reste du territoire de Bray - Eawy en bénéficiera en 2020.

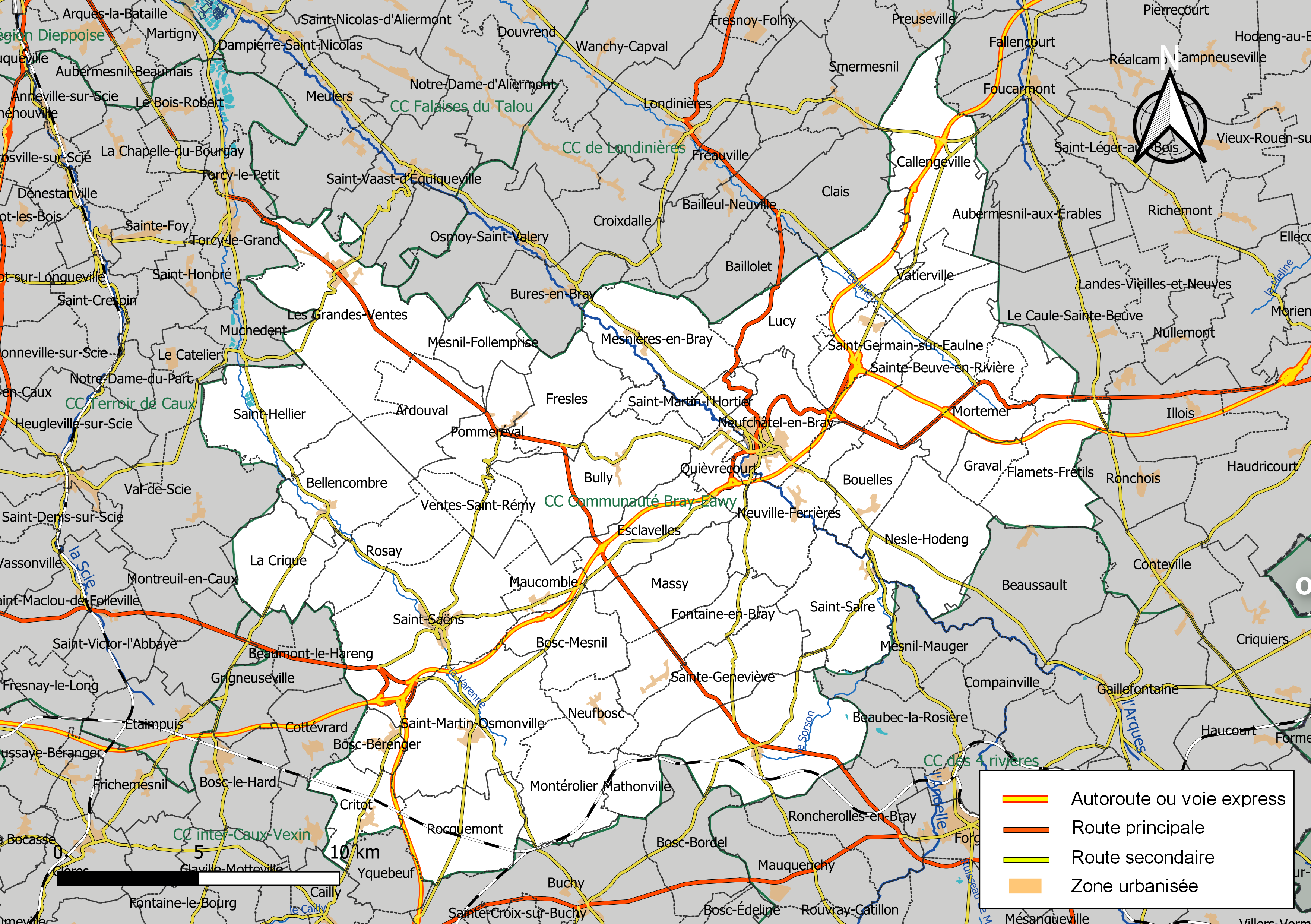
Carte de la communauté de communes Communauté Bray-Eawy au 1er janvier 2019.

### Composition
La communauté de communes est composée des 46 communes suivantes :

| Nom                        | Code Insee | Gentilé                 | Superficie (km2) | Population (dernière pop. légale) | Densité (hab./km2) |
| -------------------------- | ---------- | ----------------------- | ---------------- | --------------------------------- | ------------------ |
| Neufchâtel-en-Bray (siège) | 76462      | Neufchâtelois           | 11,03            | 4 671 (2022)                      | 423                |
| Ardouval                   | 76024      | Ardouvalais             | 10,49            | 154 (2022)                        | 15                 |
| Auvilliers                 | 76042      | Auvillierais            | 4,89             | 103 (2022)                        | 21                 |
| Bellencombre               | 76070      | Bellencombrais          | 12,91            | 577 (2022)                        | 45                 |
| Bosc-Bérenger              | 76119      | Bosc-Berengerois        | 3,38             | 198 (2022)                        | 59                 |
| Bosc-Mesnil                | 76126      | Bosc-Mesnillois         | 9,37             | 329 (2022)                        | 35                 |
| Bouelles                   | 76130      | Bouellais               | 7,99             | 264 (2022)                        | 33                 |
| Bradiancourt               | 76139      | Bradiancourtais         | 4,11             | 222 (2022)                        | 54                 |
| Bully                      | 76147      |                         | 19,64            | 868 (2022)                        | 44                 |
| Callengeville              | 76122      | Callengevillais         | 17,13            | 501 (2022)                        | 29                 |
| La Crique                  | 76193      | Criquais                | 10,18            | 367 (2022)                        | 36                 |
| Critot                     | 76200      | Critotais               | 7,05             | 528 (2022)                        | 75                 |
| Esclavelles                | 76244      | Esclavellais            | 9,76             | 397 (2022)                        | 41                 |
| Fesques                    | 76262      | Fesquois                | 8,8              | 145 (2022)                        | 16                 |
| Flamets-Frétils            | 76265      | Flamiens                | 12,39            | 160 (2022)                        | 13                 |
| Fontaine-en-Bray           | 76269      | Fontainesais            | 6,03             | 167 (2022)                        | 28                 |
| Fresles                    | 76283      | Freslois                | 10,96            | 229 (2022)                        | 21                 |
| Les Grandes-Ventes         | 76321      | Ventois                 | 24,76            | 1 733 (2022)                      | 70                 |
| Graval                     | 76323      | Gravalois               | 3,95             | 156 (2022)                        | 39                 |
| Lucy                       | 76399      |                         | 9,59             | 181 (2022)                        | 19                 |
| Massy                      | 76415      |                         | 11,24            | 318 (2022)                        | 28                 |
| Mathonville                | 76416      | Mathonvillais           | 4,09             | 339 (2022)                        | 83                 |
| Maucomble                  | 76417      | Maucomblais             | 5,07             | 389 (2022)                        | 77                 |
| Ménonval                   | 76424      | Ménonvalais             | 5,32             | 236 (2022)                        | 44                 |
| Mesnières-en-Bray          | 76427      | Mesniérois              | 15,06            | 941 (2022)                        | 62                 |
| Mesnil-Follemprise         | 76430      | Mesnillais              | 7,48             | 118 (2022)                        | 16                 |
| Montérolier                | 76445      | Monastériens-Olivétains | 11,7             | 603 (2022)                        | 52                 |
| Mortemer                   | 76454      |                         | 8,94             | 90 (2022)                         | 10                 |
| Nesle-Hodeng               | 76459      |                         | 15,72            | 331 (2022)                        | 21                 |
| Neufbosc                   | 76461      | Neufboscois             | 5,14             | 403 (2022)                        | 78                 |
| Neuville-Ferrières         | 76465      | Neuvillais              | 13,02            | 534 (2022)                        | 41                 |
| Pommeréval                 | 76506      | Pommerévalais           | 7,6              | 513 (2022)                        | 68                 |
| Quièvrecourt               | 76516      | Quièvrecourtais         | 4,02             | 401 (2022)                        | 100                |
| Rocquemont                 | 76532      |                         | 12,26            | 762 (2022)                        | 62                 |
| Rosay                      | 76538      | Rosayais                | 10,46            | 272 (2022)                        | 26                 |
| Saint-Germain-sur-Eaulne   | 76584      | Germinois               | 8,79             | 226 (2022)                        | 26                 |
| Saint-Hellier              | 76588      | Saint-Eleriens          | 14,22            | 517 (2022)                        | 36                 |
| Saint-Martin-l'Hortier     | 76620      | Saint-Martinais         | 5,79             | 272 (2022)                        | 47                 |
| Saint-Martin-Osmonville    | 76621      | Saint-Martinais         | 21,34            | 1 171 (2022)                      | 55                 |
| Saint-Saëns                | 76648      | Saint-Saennais          | 25,5             | 2 307 (2022)                      | 90                 |
| Saint-Saire                | 76649      | Saint-Salviens          | 13,32            | 579 (2022)                        | 43                 |
| Sainte-Beuve-en-Rivière    | 76567      | Sainte-Beuvois          | 11,57            | 175 (2022)                        | 15                 |
| Sainte-Geneviève           | 76578      |                         | 14,33            | 260 (2022)                        | 18                 |
| Sommery                    | 76678      | Sommerois               | 21,39            | 829 (2022)                        | 39                 |
| Vatierville                | 76724      | Vatiervillais           | 4,52             | 130 (2022)                        | 29                 |
| Ventes-Saint-Rémy          | 76733      | Ventois                 | 6,12             | 216 (2022)                        | 35                 |

### Démographie
| 1968   | 1975   | 1982   | 1990   | 1999   | 2006   | 2011   | 2016   |
| ------ | ------ | ------ | ------ | ------ | ------ | ------ | ------ |
| 23 148 | 22 159 | 21 840 | 22 170 | 22 925 | 24 139 | 25 310 | 25 302 |

## Organisation

### Siège
Le siège de l'intercommunalité est fixé à la mairie de Neufchâtel-en-Bray.

### Élus
La communauté d'agglomération est administrée par un conseil communautaire, composé pour le mandat 2020-2026 de 68 conseillers municipaux représentant chacune des 46 communes membres, répartis sensiblement en proportion de leur population de la manière suivante : 

- 11 délégués pour Neufchâtel-en-Bray (4 722 habitants) ;

- 6 délégués pour Saint-Saëns (2 250 habitants)  ;

- 4 délégués pour Les Grandes-Ventes (1 833 habitants)  ;

- 2 délégués pour Saint-Martin-Osmonville, Mesnières-en-Bray, Bully et Rocquemont  (population comprise entre 1 163 et 810 habitants) ;

- 1 délégué ou son suppléant pour les autres communes, dont la population est comprise entre 809 et 83 habitants.
À la suite de la création de l'intercommunalité, le conseil communautaire du 12 janvier 2017 a élu son premier président, Nicolas Bertrand, alors maire-adjoint des Grandes-Ventes et  vice-président du conseil départemental de la Seine-Maritime. Celui-ci, devenu maire des Grandes-Ventes, a été réélu président de Bray Eawy en décembre 2018,
À la suite des élections municipales de 2020 dans la Seine-Maritime, le conseil communautaire renouvelé a réélu en juillet 2020 son président, Nicolas Bertrand, ainsi que ses 12 vice-présidents, qui sont : 
1. Xavier Lefrançois,  maire de Neufchatel-en-Bray, c hargé du tourisme ;
2. Karine Hunkeler, maire de Saint-Saëns, chargée de la santé ;
3. Dany Minel, maire de Mesnieres-en-Bray, ancien président de la Communauté de communes du Pays Neufchâtelois, chargé du numérique ;
4. Manuel Beauval, maire de Saint-Martin L’Hortier ;
5. Thierry Prévost, maire de  Bellencombre ;
6. Romain Rousselin, maire de Bradiancourt ;
7. Raymonde Le Juez, maire-adjointe de Neufchâtel-en-Bray ;
8. Bernard Bruche, maire de Sainte-Beuve-en-Rivière  ;
9. Jacques Vacher, maire de La Crique ;
10. Alain Lucas, maire de Saint-Hellier ;
11. Didier Duclos, maire de Massy ;
12. Michel Troude,  maire-adjoint de Neufchâtel-en-Bray ;

Le bureau de l'intercommunalité pour la mandature 2020-2026 est constitué du président, des 12 vice-présidents et de cinq autres membres.

### Liste des présidents
| Période        | Période                       | Identité         | Étiquette | Qualité |
| -------------- | ----------------------------- | ---------------- | --------- | --- |
| janvier 2017 , | En cours (au 10 juillet 2020) | Nicolas Bertrand | LR        | Cadre dans une communauté de communes du littoral Adjoint au maire puis maire (2018 → ) des Grandes-Ventes conseiller général de Bellencombre (2011 → 2015) conseiller départemental de Neufchâtel-en-Bray (2015 → ) président de l'ex-communauté de communes du Bosc d'Eawy (2014 → 2016) Réélu pour le mandat 2020-2026 |

### Compétences
L'intercommunalité exerce les compétences qui lui ont été transférées par les communes membres, dans les conditions déterminées par le code général des collectivités territoriales.
Le conseil communautaire du 25 mars 2021 a délibéré pour prendre la compétence "Mobilité", afin  de pouvoir, le cas échéant,  organiser des navettes entre communes, mettre en place un système de covoiturage ou  louer des vélos. Cette modification statutaire est soumise à l'approbation d'une majorité qualifiée des communes membres.

### Régime fiscal et budget
La communauté de communes est un établissement public de coopération intercommunale à fiscalité propre.
Afin de financer l'exercice de ses compétences, la communauté de communes perçoit une fiscalité additionnelle aux impôts locaux des communes, avec fiscalité professionnelle de zone (FPZ ) et sans fiscalité professionnelle sur les éoliennes (FPE).

### Organismes de rattachement
L'intercommunalité fait partie du Pôle d’équilibre territorial et rural (PETR) du pays de Bray.

## Projets et réalisations
Le conseil communautaire du 5 juillet 2017 a approuvé les projets suivants : 
- Financement pour 200 000 € d'une maison médicale à Saint-Saëns, dont l'ouverture dans les locaux de l'ancienne scierie est attendue en juin 2018 ;
- Réalisation d'un centre aquatique communautaire à Neufchâtel-en-Bray, sur l'emplacement de l'ancienne piscine communale, dont les travaux devraient débuter en janvier 2018 ;
- Réunion de l'ensemble des services communautaires dans les locaux de l'ex-Pays Neufchâtelois à Neufchâtel.
- Création d'un service de navettes pour les personnes âgées vers les marchés de Neufchâtel et Saint-Saëns[13].

Par ailleurs, la communauté souhaite accueillir de nouvelles entreprises sur son territoire, notamment dans les zones d'activité (ZAE) communautaires du Pucheul à Saint-Saëns ou des Hayons à Esclavelles. Des espaces sont également disponibles dans les zones d'activité communales, notamment à Callengeville. La création d'une ZAE est envisagée aux Grandes-Ventes.